# Phobos (måne)
Phobos er en af planeten Mars' to måner. Den anden er Deimos.
Phobos er 26,8 km på den længste led, og dermed den største af de to måner. Den er også et af de objekter i Solsystemet, som reflekterer mindst lys. Månen blev opdaget d. 18. august 1877 af Asaph Hall.

I 1988 opsendte Sovjetunionen to Fobos-rumsonder – Fobos 1 hørte jordkontrollen aldrig mere fra, Fobos 2 sendte nogle få billeder før den også svigtede. Men der er nu planlagt en Fobos-Grunt mission til Phobos, der skal hente materiale tilbage til Jorden.

Phobos er ret tæt på Mars, og månen er faktisk dødsdømt, for hvert år kommer månen nemlig lidt tættere på Mars overflade, så den vil om ca. 50 millioner år enten falde ned eller gå i småstykker.

Phobos er den måne i Solsystemet som ligger tættest på dens ”moder-planet”, den ligger kun 6.000 km over marsoverfladen, så den er så nær overfladen, at den ikke kan ses over horisonten alle steder på Mars.
 
Phobos står op i vest, og bevæger sig hurtigt over himlen, for så at gå ned i øst – normalt gør den det to gange om dagen.

## Eksterne links
- Wikimedia Commons har flere filer relateret til Phobos (måne)

| Astronomi | Spire Denne artikel om astronomi er en spire som bør udbygges. Du er velkommen til at hjælpe Wikipedia ved at udvide den. |